# Řád sv. Ducha

Kříž řádu sv. Ducha

Řád svatého Ducha (francouzsky: L'Ordre du Saint-Esprit; L'Ordre des Chevaliers du Saint-Esprit) byl rytířský řád a nejvyšší francouzské vyznamenání.

## Historie
Řád byl založen francouzským králem Jindřichem III. roku 1578 za účelem zajištění věrnosti francouzské šlechty. Oproti řádu sv. Michala byl považován za exkluzivnější a jeho členy byli zejména princové a mocní šlechtici. Byl zasvěcen Duchu svatému, protože Jindřich III. se stal králem polským (1573) a francouzským (1574) vždy o Letnicích.
Řád byl zrušen za Francouzské revoluce, nicméně Ludvík XVIII. jej uděloval i v exilu. Za Restaurace byl obnoven a roku 1830 byl opět zrušen Ludvíkem Filipem. Nadále je ovšem zřídkavě udělován pretendenty francouzského trůnu.

## Struktura řádu
Řád sestával z velmistra, osmi duchovních, čtyř úředníků (kancléř, ceremoniář, sekretář a pokladník) a stovky rytířů. Rytíři museli být katolíci a šlechtici s nejméně třemi urozenými generacemi předků. Minimální věk pro přijetí byl 35 let, s výjimkou královských princů, kteří mohli být přijati dříve. Všichni rytíři byli zároveň členy řádu sv. Michala. Řád se uděloval pouze v jedné třídě.
Řádový kříž se nosil na modré stuze. Symbolem řádu je zlatý maltézský kříž zakončený kuličkami, bílo-zeleně lemovaný. Na kříži je bílá, dolů sestupující holubice symbolizující Parakléta, mezi jeho rameny jsou zlaté francouzské lilie.